# Katastrofa lotu American Airlines 587
Katastrofa lotu American Airlines nr 587 – czwarty pod względem liczby ofiar wypadek lotniczy w Stanach Zjednoczonych, który wydarzył się 12 listopada 2001 roku, dwa miesiące po zamachach na World Trade Center. Airbus A300B4-605R linii American Airlines, podczas rejsu z Nowego Jorku do Dominikany, rozbił się w dzielnicy Nowego Jorku – Queens.

## Przed startem
Start samolotu z 251 pasażerami i 9 osobami załogi zaplanowany był na godzinę 08:00, jednak odprawa podróżnych przy bramce nr 22 – z powodu wzmożonych kontroli po zamachach z 11 września – znacznie wydłużyła postój maszyny. Krótko po tym, jak o 08:38 zamknięto bramkę, samolot zaczął wytaczać się na miejsce kołowania. Załoga miała za zadanie kołować po pasie 31L, tuż za Boeingiem 747 japońskiego towarzystwa JAL – rejs nr 047 do Tokio.

## Start i przebieg
Minutę po otrzymaniu pozwolenia na start – o 09:12 – maszyna oderwała się od pasa startowego kierując w lewo – nad Jamaica Bay. Jednocześnie załoga rejsu nr 587 otrzymała ostrzeżenie o możliwych turbulencjach wywołanych przez startującego Boeinga.
O 09:13:27 załoga rejsu nr 587 otrzymała pozwolenie na start. Minutę i 45 sekund po starcie Boeinga 747 do Tokio, Airbus zaczął się rozpędzać. O 09:14:34 piloci schowali koła podwozia. Chwilę później załoga otrzymała dalsze wskazówki dotyczące wznoszenia i kwadrans po dziewiątej przekazali kontrolerowi ARTC (Air Route Traffic Center Controller), że wznoszą się z wysokości 400 metrów na 1500 metrów. W odpowiedzi otrzymali pozwolenie na wznoszenie do 3950 m ze skrętem w lewo.

## Wypadek
W tym momencie pojawiły się pierwsze kłopoty. Uwagę pilotów zwrócił krótki pisk, a następnie klekotanie. Były to najprawdopodobniej skutki turbulencji, o których ostrzegali kontrolerzy. Piętnaście sekund później maszyna zaczęła schodzić z kursu w prawo. Załoga podjęła działania, aby temu przeciwdziałać.
Doszło jednak do niekontrolowanego zejścia samolotu z wysokości 760 m. Zaistniałe podczas wypadku przeciążenia wyrwały w locie statecznik pionowy oraz oba silniki, które płonąc upadły w odległości 300 metrów od siebie. Jeden runął na skrzyżowanie przy zbiegu ulic: Beach 129 i Alei Newport; drugi spadł do przybrzeżnych wód. Samolot runął na kwartały domków jednorodzinnych Belle Harbor, w dzielnicy Queens, rujnując pięć domów przy Beach 131th Street. Rejestratory parametrów lotu zatrzymały się w godzinie 09:16:15. Zginęli wszyscy pasażerowie samolotu i załoga. Na ziemi zginęło 5 osób.
W momencie uderzenia o ziemię wybuchł pożar ogarniający okolicę. W samym punkcie uderzenia powstało płonące rumowisko. Większość dróg do rejonu wypadku zablokowano. Na miejsce przybyło kilkadziesiąt wozów straży pożarnej.
Niemalże natychmiast pojawiły się pogłoski o kolejnym akcie terroryzmu. Zamknięto tunele, mosty i wstrzymano ruch lotniczy nad metropolią.

## Przyczyny
Ponieważ tragedia wydarzyła się 2 miesiące po zamachach na World Trade Center, pierwsze podejrzenia padły na kolejny atak terrorystów, jednak po odnalezieniu czarnych skrzynek NTSB wykluczyło tę możliwość. Jak wynikało z zapisu u rejestratora rozmów w kokpicie, pilot samolotu na krótko przed niekontrolowanym opadaniem wykonał pięć przeciwległych ruchów sterem kierunku skutkiem czego doszło do oderwania całego statecznika pionowego (odnaleziono go w oceanie). To z kolei doprowadziło do utraty sterowności i wypadku.
Śledztwo prowadzone przez „Krajową Radę Bezpieczeństwa Transportu” ujawniło słabość w szkoleniu pilotów linii American Airlines. Drugi pilot postępował zgodnie z jedną z symulacji szkoleniowych – wychodzeniu z turbulencji. Zalecano w niej zdecydowane używanie sterów w celu złagodzenia skutków turbulencji, nawet tych niegroźnych. Planując takie szkolenie, nie zwrócono uwagi na przeciążenia konstrukcji samolotu wywołane zdecydowanymi manewrami, mogące doprowadzić do nadwerężenia mocowania statecznika i steru w powietrzu, a w konsekwencji utraty statecznika i do wypadku samolotu.

## Obywatelstwo ofiar

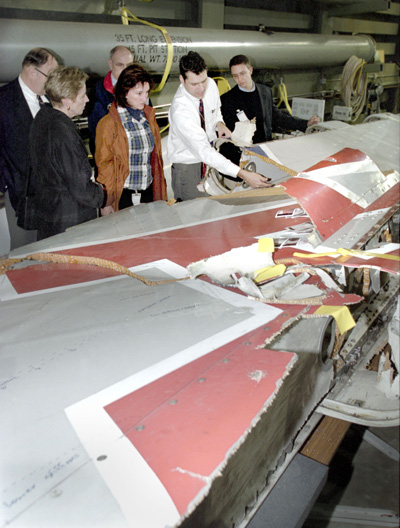
Fragment wraku samolotu

| Kraj              | Pasażerowie | Załoga | Razem |
| ----------------- | ----------- | ------ | ----- |
| Stany Zjednoczone | 176         | 9      | 185   |
| Dominikana        | 68          | –      | 68    |
| Tajwan            | 3           | –      | 3     |
| Francja           | 1           | –      | 1     |
| Haiti             | 1           | –      | 1     |
| Izrael            | 1           | –      | 1     |
| Wielka Brytania   | 1           | –      | 1     |
| Razem             | 251         | 9      | 260   |

## Samolot
Airbus A-300B4-605R o numerze rejestracyjnym N14053, swój pierwszy lot wykonał 9 grudnia 1987 roku. Do dnia wypadku spędził w powietrzu 37 550 godzin.